# Rock n Roll Jesus
Rock n Roll Jesus è l'ottavo album in studio del rocker Kid Rock. Il primo singolo dell'album è All Summer Long.
Nelle radio americane ha avuto altrettanto successo la canzone Amen soprattutto per il testo dedicato ai soldati. Kid Rock stesso ha dichiarato: "Questo è stato il miglior testo che io abbia scritto fino ad adesso". Celebre è la frase "God damn, I'm scared to send my children to church" ("Dannazione, ho paura a mandare i miei figli in chiesa").

## Tracce
1. Rock n Roll Jesus – 4:27
2. Amen – 4:40
3. All Summer Long – 4:54
4. Roll On – 6:11
5. So Hott – 4:06
6. Sugar – 3:44
7. When U Love Someone – 5:40
8. New Orleans – 6:37
9. Don't Tell Me U Love Me – 4:17
10. Blue Jeans and a Rosary – 4:34
11. Half Your Age – 3:43